# 小池博史
小池 博史（こいけ ひろし、男性、1956年1月25日 - ）は、日本の空間演出家・作家・振付家・映画監督。
1982年パフォーミングアーツグループ「タラフマラ劇場」を設立（1987年に『パパ・タラフマラ』に改称）。2012年5月の同グループ解散まで全55作品の作・演出・振付を手掛ける。2012年6月に6月に『小池博史ブリッジプロジェクト』を立ち上げる。(2023年6月、『小池博史ブリッジプロジェクトーOdyssey』に改称）現在までに36作品を創作。北南米、欧州、アジア18カ国にて創作。42カ国をツアーしている。

## 来歴・人物
茨城県日立市に生まれる。
中学3年生の時、アントニオ・ガウディの建築写真とマイルス・デイビスのアルバムに衝撃を受け、建築家を目指しながらジャズ評論家を志した。大学は建築を志望していたが、東京に出てきた際にたまたまフェデリコ・フェリーニの映画「フェリーニのアマルコルド」を観て感動し、映画監督を志すようになる。
一橋大学に入学後、同級生に「映画も舞台も同じようなものだ」と言われたことをきっかけに初めて舞台演出を手掛ける。
大学を卒業後、ドキュメンタリー番組のディレクターとして勤めるが2年で辞め、1982年6月 、当時一橋大学在学中の小川摩利子らとともに「タラフマラ劇場」を設立（1987年にパパ・タラフマラへと改名）。
1995年、パパ・タラフマラの付属研究機関「パパ・タラフマラ舞台芸術研究所（P.A.I.）」を設立（後に舞台芸術の学校に改称）。1997年から2004年までつくば市芸術監督、1998年にアジア舞台芸術家フォーラム in 沖縄実行委員長、2005年から2011年に国際交流基金特定寄附金審議委員等を歴任。2020年から2023年、武蔵野美術大学教授を務める。
2012年5月、パパ・タラフマラ解散。小池博史は「パパ・タラフマラの解散により、日本の舞台芸術のあり方を広く考え直してもらいたい」と解散の意図を語っている。
2012年6月、小池博史ブリッジプロジェクトを設立。2013年からインドの古代叙事詩『マハーバーラタ』の全編舞台化に取り組む。アジア各国で制作を行い、2020年7月に東京で集大成としての舞台を上演予定だったが、Covid-19の蔓延により公演を延期、2021年8月に「完全版マハーバーラタ」として6時間半の作品を上演した。また、公演の延期を機に映画監督として活動を始め、写真映画の「バラタ」、短編映画の「壊れた時間のバラタ」を制作した。2022年には劇場長編映画の「銀河2072」を制作。
2022年より、日本、ポーランド、マレーシア、ブラジルの４カ国による4カ年の国際共同舞台芸術創作事業「火の鳥プロジェクト」始動。2022年度ポーランドにて「KOSMOS コスモス」、2023年度マレーシアにて「Soul of ODYSSEY」,2024年度ブラジルにて「Saudade in the MIRAGE」を創作、上演。

## 主な作・演出作品
パパ・タラフマラ
- 壊れたもののために（1982年）
- 闇のオペラ（1983年）
- 喰ふ女（1983年）
- タイポ―5400秒の生涯（1983年）
- 1984日向で眠れ（1984年）
- 黒のソーラーゲーム（1984年）
- カラーズ・ダンス（1984年）
- マリー 青の中で（1985年）
- 海辺のピクニック（1985年）
- モンクMONK（1986年）
- 熱の風景（1987年）
- アレッホ―風を讃えるために（1987年）
- 海の動物園（1988年）
- パレード（1989年）
- ストーン・エイジ（1991年）
- ブッシュ・オブ・ゴースト（1992年）
- 青（1994年）
- 城―マクベス（1995年）　*原作はウィリアム・シェイクスピア『マクベス』
- 草迷宮（1996年）　*ズニ・アイコサヒドロンとの合作。原作は泉鏡花『草迷宮』
- 船を見る（1997年）https://kikhbridgeproject.zaiko.io/item/325680 2020/04/30 舞台収録放映.
- 島―ISLAND（1997年）
- 島ーNo Wing Bird on the Island
- 春昼―はるひる（1998年）　*原作は泉鏡花『春昼』及び『春昼後刻』
- WDーI Was Born（2000年）*原作はドストエフスキー『悪霊』
- Love Letter（2001年）
- Sound of Future SYNC（2001年）
- WD（2001年）
- Birds on Board（2002年）　*原作はウィリアム・シェイクスピア『ハムレット』
- SHIP IN A VIEW（2002年）
- 未来の空隙は響き（2002年）
- 青い頭の雄牛（2003年）
- ストリート・オブ・クロコダイル　計画1（2003年）*原作はブルーノ・シュルツ『ストリート・オブ・クロコダイル』
- ストリート・オブ・クロコダイル　計画2（2004年）*原作はブルーノ・シュルツ『ストリート・オブ・クロコダイル』&ヴィトルド・ゴンブロヴィッチ『コスモス』
- クアラルンプールの春（2003年）
- 三人姉妹（2005年）　*原作はチェーホフ『三人姉妹』
- HEART of GOLD―百年の孤独（2005年）　*原作はガルシア＝マルケス『百年の孤独』。
- 僕の青空（2006年）
- パパ・タラフマラの「シンデレラ」（2006年）
- トウキョウ⇔ブエノスアイレス書簡（2007年）
- パパ・タラフマラの「新・シンデレラ」（2008年）
- ガリバー&スウィフト―作家ジョナサン・スウィフトの猫・料理法―（2008年）
- ガリババの不思議な世界（2009年）
- パンク・ドンキホーテ（2009年）
- Nobody, No Body（2010）
- Swift Sweets（2010）
- パパ・タラフマラの「白雪姫」（2010）
- Between the Lines（2011）

小池博史ブリッジプロジェクト
- 注文の多い料理店（2012年）　*原作は宮沢賢治『注文の多い料理店』
- マハーバーラタ第1部（2013年）
- 銀河鉄道（2014年）　*原作は宮沢賢治『銀河鉄道の夜』
- 風の又三郎―Odyssey of Wind―（2014年）　*原作は宮沢賢治の『風の又三郎』『風野又三郎』
- マハーバーラタ第2部（2015年）
- 幻祭前夜―マハーバーラタより―（2015年）
- マハーバーラタ第3部（2016年）
- 世界会議（2017年）
- 戦いは終わった―マハーバーラタより―（2017年）
- 幻祭前夜ーマハーバーラタより（2018年）
- 2030 世界漂流（2018年）
- Strawberry Fields (2018年）
- バガボンド SAKURAGAWA（2019年）
- Endless Bridge-Mahabharata Fist Half  (2019年）
- Fools on the Hill(2020年）
- 夢七夜~ビーマとドラウパディの夢（2020年）
- 風野又三郎（2021年）*原作は宮沢賢治の『風野又三郎』
- 2042 世界望郷の旅 in 香港（2021年）
- 完全版マハーバーラタ（2021年）
- Milky Way Train - 138億光年の憂鬱（2022年）　*原作は宮沢賢治『銀河鉄道の夜』
- Silence in Bloody Wedding (2022年）*原作はガルシア・ロルカの『血の婚礼』
- ふたつのE（2022年）
- 幻の光（2022年）　*原作は宮沢賢治『銀河鉄道の夜』
- KOSMOS コスモス（2023年）　*原作はヴィトルド・ゴンブロヴィチ『コスモス』
- WEー入口と世界の出口（2023年）
- SOUL of Odyssey (2023年)　*原作はホメーロス『オデュッセイア』
- 改訂版Silence in Bloody Wedding(2023年）
- 幻の光ー138億光年のBABY(2024年）　*原作は宮沢賢治『銀河鉄道の夜』
- N/KOSMOS コスモス（2024年）　*原作はヴィトルド・ゴンブロヴィチ『コスモス』
- BREATH TRIPLE（2024年）
- Saudade in the MIRAGE(2024年）*原作はマリオ バルガス＝リョサ『世界終末戦争』
- 改訂版Soul of ODYSSEY (2025年)　*原作はホメーロス『オデュッセイア』
- ゼロのサーカス（2025年）
- その他

- オペラ「ペックの木」（1999年4月24日京都府立府民ホール アルティ公演、1999年4月28日紀尾井ホール公演、主催：22世紀クラブ) 主演・佐竹由美

## 映画
- バラタ（2021年）
- 壊れた時間のバラタ（2021年）
- 完全版マハーバーラタ（2022年）
- 銀河 2072 (2022年）

## 著作
- 「ロンググッドバイ〜パパ・タラフマラとその時代」（2011年、青幻舎）
- 「からだのこえをきく」（2013年、新潮社）
- 「新・舞台芸術論~21世紀風姿花伝」(2018年、水声社)
- 作品集「夜と言葉と世界の果てへの旅」（2018年、水声社）

## 外部サイト
- 小池博史ブリッジプロジェクト-Odyssey公式サイト
- 小池博史ブリッジプロジェクト公式サイト
- パパ・タラフマラ 公式サイト
- パパ・タラフマラファイナルフェスティバル 公式サイト
- 「舞台芸術の学校」 動画　https://www.youtube.com/watch?v=kcuA_V5u9Ck
- 「舞台芸術の学校」ホームページ　https://pai-art.org/